# Лубанг (архипелаг)
Архипелаг Лубанг — группа островов в Южно-Китайском море, принадлежащая Филиппинам. Площадь — 245,4 км², население — 32 826 чел. (2010).

## География
Цепь островов протянулась на 52 километра к северо-западу от филиппинского острова Миндоро. В архипелаг Лубанг входят, в направлении с северо-запада на юго-восток:
- Кабра
- Лубанг — главный остров всей гряды
- Амбил
- Голо.

Кроме них, в эту группу Лубанг входят несколько мелких островков (Мандауи, Талинас и др.), расположенных восточнее острова Лубанг, а также рифов и надводных скал.

## Административное деление
Архипелаг Лубанг часть провинций Западного Миндоро и делится на два муниципалитета:
- Лубанг (западная половина о. Лубанг и о. Кабра) — 23 068 чел; 113,1 км².
- Лоок (восточная половина о. Лубанг, о. Амбил, о. Голо и остальные мелкие о-ва) — 9758 чел; 132,3 км².